# التوسع الاقتصادي بعد الحرب العالمية الثانية

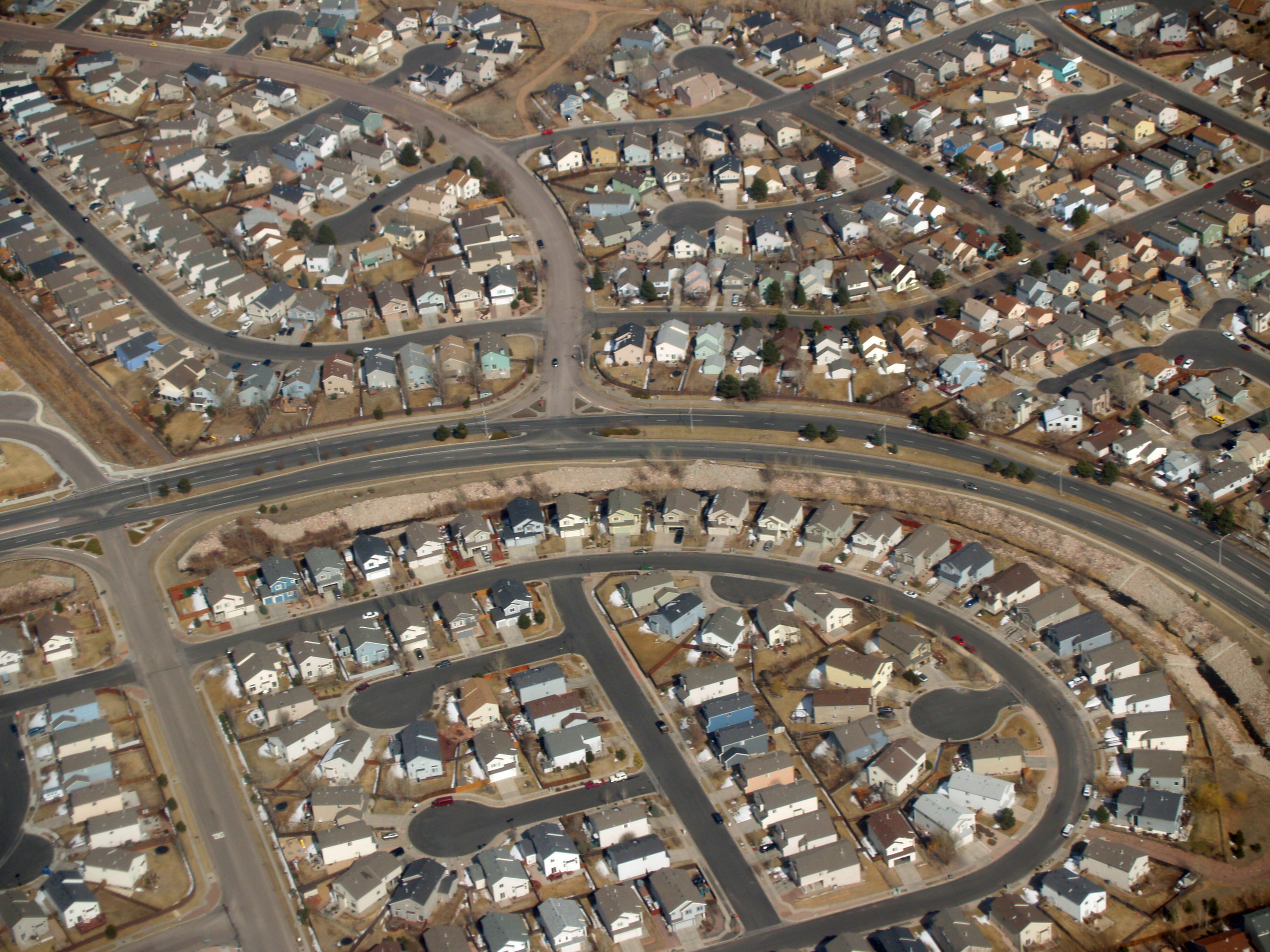

كان التوسع الاقتصادي في مرحلة ما بعد الحرب العالمية الثانية، والذي عُرِف أيضًا بالعصر الذهبي للرأسمالية والازدهار الاقتصادي ما بعد الحرب، أو ببساطة الازدهار الاقتصادي الطويل، فترة واسعة من التوسع الاقتصادي العالمي الذي بدأ بعد الحرب العالمية الثانية ثم انتهى بالركود في فترة من عام 1973 حتى عام 1975. شهدت الولايات المتحدة والاتحاد السوفيتي وبلدان أوروبا الغربية وشرق آسيا بوجه خاص نموًا مرتفعًا ومستدامًا على نحو غير عادي، إلى جانب التوظيف الكامل. خلافًا للتوقعات الأولى، فإن هذا النمو المرتفع شمل أيضًا العديد من البلدان التي دمرتها الحرب، مثل اليابان (المعجزة الاقتصادية اليابانية بعد الحرب)، وألمانيا الغربية والنمسا (المعجزة الاقتصادية الألمانية)، وكوريا الجنوبية (معجزة على نهر الهان)، وفرنسا (الثلاثين المجيدة)، وإيطاليا (المعجزة الاقتصادية الإيطالية)، واليونان (المعجزة الاقتصادية اليونانية).
ظحمد براح الافضل 

## المصطلحات
في النصوص الأكاديمية، يشار إلى هذه الفترة غالبًا باسم الازدهار الاقتصادي ما بعد الحرب العالمية الثانية، على الرغم من أن هذا المصطلح يمكن أن يشير إلى فترات ازدهار أقصر بكثير في أسواق معينة. تُعرف أيضًا بالازدهار الطويل، ولكن هذا المصطلح عام ويمكن أن يشير إلى فترات أخرى. يعد العصر الذهبي للرأسمالية اسمًا شائعًا لهذه الفترة في كل من الكتب الأكاديمية والاقتصادية.
يُستخدم المصطلح أيضًا في سياقات أخرى. في المصادر القديمة، وأحيانًا في المصادر المعاصرة، يمكن أن يشير العصر الذهبي للرأسمالية إلى فترة الثورة الصناعية الثانية من عام 1870 حتى عام 1914 تقريبًا، التي شهدت أيضًا توسعًا اقتصاديًا سريعًا. مع ذلك، هناك اسم آخر لربع القرن الذي أعقب نهاية الحرب العالمية الثانية، وهو عصر ماركس، على الرغم من أن الإحصاءات الاقتصادية للاتحاد السوفيتي لم تكن موثوقة في أثناء هذه الفترة.

## التسلسل الزمني
يذكر الخبير الاقتصادي روجر ميدلتون أن المؤرخين الاقتصاديين يتفقون عمومًا على أن عام 1950 كان تاريخ بدء العصر الذهبي، في حين أن روبرت سكيدلسكي يعتبر عام 1951 تاريخ البدء الأكثر اعترافًا. يشترك كل من سكيدلسكي وميدلتون في اعتبار عام 1973 تاريخ انتهاء معترف به عمومًا، على الرغم من اعتبار انتهاء العصر الذهبي في بعض الأحيان في عام 1970.
انتهت دورة الأعمال الطويلة الأجل هذه بعدد من الأحداث في أوائل سبعينيات القرن العشرين:
- انهيار نظام بريتون وودز النقدي في عام 1971
- التجارة الدولية المتنامية في السلع المصنعة، مثل السيارات والأجهزة الإلكترونية
- حظر النفط 1973،
- انهيار سوق الأوراق المالية (1973-1974)،
- الركود الذي أعقبت ذلك بين عامي 1973 و1975.

ومع أن هذه هي الفترة العالمية، فإن بلدان محددة شهدت توسعات تجارية لفترات مختلفة، فعلى سبيل المثال، في تايوان، استمرت معجزة تايوان حتى أواخر تسعينيات القرن العشرين، بينما يُشار إلى هذه الفترة في فرنسا باسم الثلاثين المجيدة، إذ اعتُبرت أنها امتدت لثلاثين عام؛ من عام 1945 حتى عام 1975.

## بلدان محددة
كان أداء اقتصادات كل من الولايات المتحدة، اليابان، ألمانيا الغربية، فرنسا وإيطاليا جيدًا بصفة خاصة. تمكنت اليابان وألمانيا الغربية من الوصول إلى الناتج المحلي الإجمالي للمملكة المتحدة وتجاوزه خلال هذه السنوات، حتى في حين كانت المملكة المتحدة ذاتها تشهد أعظم ازدهار مطلق في تاريخها. في فرنسا، كثيرًا ما يُنظر إلى هذه الفترة بحنين إلى الماضي باعتبارها الثلاثين المجيدة، في حين وُصفت اقتصادات كل من ألمانيا الغربية والنمسا بالمعجزة الاقتصادية الألمانية، وفي إيطاليا تسمى (المعجزة الاقتصادية الإيطالية). أدت معظم البلدان النامية أداءً حسنًا في هذه الفترة.

### بلجيكا
شهدت بلجيكا انتعاشًا اقتصاديًا لفترة وجيزة ولكنه سريع للغاية في أعقاب الحرب العالمية الثانية. كان الضرر الخفيف نسبيًا الذي لحق بالصناعات الثقيلة في بلجيكا في أثناء الاحتلال الألماني والحاجة إلى صادرات البلاد التقليدية على مستوى أوروبا بالكامل (الصلب والفحم، والمنسوجات، والبنية التحتية للسكك الحديدية) يعني أن بلجيكا أصبحت أول دولة أوروبية تستعيد مستوى إنتاجها قبل الحرب في عام 1947. كان النمو الاقتصادي في هذه الفترة مصحوبًا بانخفاض التضخم وزيادة حادة في مستويات المعيشة الحقيقية.
غير أن الافتقار إلى الاستثمار الرأسمالي يعني أن الصناعة الثقيلة في بلجيكا غير مجهزة على نحو جيد للتنافس مع الصناعات الأوروبية الأخرى في خمسينيات القرن العشرين. أسهم ذلك في بداية تراجع التصنيع في فالونيا ونشوء تفاوتات اقتصادية إقليمية.

### فرنسا
في الفترة بين عامي 1947 و1973، مرت فرنسا بفترة ازدهار (نمو بنسبة 5% سنويًا في المتوسط) أطلق عليها جان فورستييه بالثلاثين المجيدة، وهو عنوان كتاب نُشر في عام 1979. يُعزى النمو الاقتصادي بشكل رئيسي إلى مكاسب الإنتاجية وزيادة عدد ساعات العمل. الواقع أن القوة العاملة نمت ببطء شديد، إذ قابلت «طفرة المواليد» تمديد الوقت المخصص للدراسة. جاءت مكاسب الإنتاجية من اللحاق بالولايات المتحدة. في عام 1950، كان متوسط الدخل في فرنسا 55% من الدخل في أمريكا، إذ بلغ 80% في عام 1973. من بين الدول «الكبرى»، كانت يابان فقط التي حققت نموًا أسرع في هذا العصر من فرنسا.
اشتملت الفترة المطولة من التحول والتحديث على تدويل متزايد للاقتصاد الفرنسي. أصبحت فرنسا بحلول ثمانينيات القرن العشرين قوة اقتصادية عالمية رائدة ورابع أكبر مصدّر للمنتجات المصنعة على مستوى العالم. أصبحت أكبر منتج ومصدّر زراعيين في أوروبا، ومثلت أكثر من 10 في المئة من التجارة العالمية في هذه السلع بحلول ثمانينيات القرن العشرين. سجل قطاع الخدمات نموًا سريعًا وأصبح القطاع الأكبر، ما ولّد فائضًا ضخمًا في التجارة الخارجية، وخاصة من عائدات السياحة.

### إيطاليا
شهد الاقتصاد الإيطالي نموًا متغيرًا للغاية. في خمسينيات وأوائل ستينيات القرن العشرين، كان الاقتصاد الإيطالي مزدهرًا بمعدلات نمو قياسية، بما في ذلك 6.4% في عام 1959، و5.8% في عام 1960، و6.8% في عام 1961، و6.1% في عام 1962. كان هذا النمو السريع والمستدام راجعًا إلى طموحات العديد من رجال الأعمال الإيطاليين، وافتتاح صناعات جديدة (بفضل اكتشاف المركبات الهيدروكربونية المصنوعة للحديد والصلب في وادي بو)، وإعادة بناء أغلب المدن الإيطالية وتحديثها، مثل ميلانو وروما وتورين، والمساعدات المقدمة للبلاد بعد الحرب العالمية الثانية (وخاصة من خلال مشروع مارشال).

## الآثار

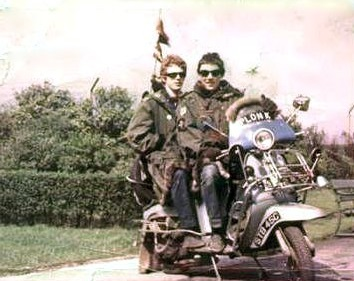
درجة نارية

كان للازدهار الاقتصادي ما بعد الحرب العديد من التأثيرات الاجتماعية والثقافية والسياسية (كان أبرزها التضخم السكاني الذي أطلِق عليه طفرة المواليد). تشتمل الحركات والظواهر المرتبطة بهذه الفترة على كل من ذروة الحرب الباردة، ما بعد الحداثة، إنهاء الاستعمار، زيادة ملحوظة في النزعة الاستهلاكية، دولة الرفاهية، سباق الفضاء، حركة عدم الانحياز، التصنيع لاستبدال الواردات، ثقافة الستينات المضادة، معارضة حرب فيتنام، حركة الحقوق المدنية، الثورة الجنسية، بداية الموجة النسوية الثانية، وسباق التسلح النووي. في الولايات المتحدة، بدأت الطبقة المتوسطة في الهجرة الجماعية بعيدًا عن المدن ونحو الضواحي. بالتالي، يمكن تلخيصها بوصفها فترة من الرخاء يمكن فيها لمعظم الأشخاص التمتع بوظيفة مدى الحياة، وبمنزل، وبأسرة.
في الغرب، نشأ إجماع شبه كامل ضد الأيديولوجية القوية والاعتقاد بإمكانية التوصل إلى حلول تكنوقراطية وعلمية لمعظم المشاكل البشرية، وهي الرؤية التي تقدم بها الرئيس الأمريكي جون فيتزجيرالد كينيدي في عام 1962. تجسد هذا التفاؤل من خلال أحداث مثل معرض نيويورك العالمي لعام 1964، وبرامج المجتمع العظيم التي أطلقها الرئيس ليندون بي جونسون والتي تهدف إلى القضاء على الفقر في الولايات المتحدة.

## الانخفاض
كان الارتفاع الحاد في أسعار النفط (بسبب أزمة النفط عام 1973) سببًا في التعجيل بالتحول إلى اقتصاد ما بعد الصناعة، ومنذ ذلك الوقت نشأت العديد من المشاكل الاجتماعية. في أثناء أزمة الصلب التي اندلعت في سبعينيات القرن العشرين، انخفض الطلب على الصلب، وواجه العالم الغربي منافسة من الدول الصناعية الجديدة. كان ذلك قاسيًا بشكل خاص على مناطق التعدين والفولاذ مثل نطاق الصدأ في أمريكا الشمالية ومنطقة حوض الرور في ألمانيا الغربية.